# Cherchez la femme (1921)
Cherchez la femme ist ein österreichischer Stummfilm aus dem Jahr 1921. Unter der Regie von Michael Kertesz spielt Lucy Doraine die Rolle einer männerverschlingenden Femme fatale.

## Handlung
Die Herzogin Leda Orlonia kehrt von einem Maskenball in Begleitung eines Bewunderers, der sich ihr als Aristokrat Mario Barbarini vorgestellt hat, heim. In ihrem Boudoir steht plötzlichen ein Fremder vor ihr, der allerdings niemand anderes ist als ein gewöhnlicher Sträfling und Ausbrecher. Der Fremde beteuert vehement seine Unschuld und erliegt, wie eigentlich alle Männer, die der Herzogin begegnen, ihrer Schönheit. Auch die Adelige findet Gefallen an dem Ausbrecher, der sich als Guido Cavalcanti vorstellt, und zwischen den beiden entspinnt sich eine recht ungewöhnliche Liebesgeschichte.
Mario Barbarini will sich jedoch nicht einfach so ausstechen lassen und duelliert sich mit Cavalcanti, unterliegt aber und stirbt. Cavalcanti ahnt nicht, worauf er sich mit der Herzogin eingelassen hat, einem „männermordenden“ und Spielchen treibenden Weib, in deren Fängen schon so mancher Mann zugrunde gegangen ist. Guidos großes Glück ist, dass er in einer Traumhandlung die andere Seite der „Herzogin Satanella“ (so der deutsche Titel) kennenlernt und von seinem Liebeswahn zu ihr schließlich geheilt wird. Stattdessen findet er in der herzensguten und grundanständigen Amerikanerin Bessie sein wahres Liebesglück.

## Produktionsnotizen
Cherchez la femme wurde 1920 gedreht und am 11. Januar 1921 im Wiener Zentralpalast-Kino im Rahmen einer sog. Pressevorführung erstmals aufgeführt. Der Publikumsstart war am 7. Februar 1921. Der sechsaktige Film besaß eine Länge von 2350 Metern Länge und erhielt Jugendverbot. In Deutschland lief der Film unter dem Titel Herzogin Satanella.

## Kritiken
Wiens Neue Freie Presse berichtete in ihrer Ausgabe vom 4. Februar 1921: „Unter der künstlerischen Leitung des Regisseurs Michael Kertesz hat die heimische Filmindustrie hier wieder ein Kunstwerk geschaffen, das sich den schönsten ausländischen Filmen ebenbürtig zur Seite stellt. Lucy Doraine, die schöne Filmdiva, hat in diesem Schauspiel Gelegenheit, in vier verschiedenen Rollen zu brillieren, und Alfons Fryland, heute auch schon ein bevorzugter Liebling des Kinopublikums, erweist sich als ihr kongenialer Partner. Die abenteuerliche fesselnde Handlung rollt sich in einer Reihe wundervoller photographischer Aufnahmen vor unseren Augen ab, und in diesem bezaubernden äußeren Rahmen wirkt das vollendete und abgerundete Spiel des Künstlerpaares zündend und hinreißend.“